# Iwo Onufry Rogowski
Iwo Onufry Rogowski (ur. 27 października 1737 w Brwinowie, zm. 23 stycznia 1806 w Chełmży) – ksiądz katolicki, kanonik, biskup pomocniczy diecezji chełmińskiej w latach 1785–1806.

## Życiorys
Urodził się w Brwinowie, w rodzinie szlacheckiej herbu Szeszor. W 1766 otrzymał święcenia kapłańskie z inkardynacją do diecezji poznańskiej. W latach 1768–1774 był proboszczem w Kalwie. W 1784 za czasów biskupa Karola Hohenzollerna otrzymał nominację na biskupa pomocniczego chełmińskiego ze stolicą tytularną Camachus. Posługę biskupa pomocniczego pełnił przez niemal 20 lat. Zmarł w 1806. Pochowany został w Chełmży.